# Okręg wyborczy West Renfrewshire
Okręg wyborczy West Renfrewshire powstał w 1885 r. i wysyłał do brytyjskiej Izby Gmin jednego deputowanego. Okręg obejmował parafie Inverkip, Greenock, Port Glasgow, Kilmalcolm, Erskine, Inchinnan, Houston, Kilbarchan, Lochwinnoch, Renfrew, Abbey, Neilston, Beith i Dunlop. Okręg zlikwidowano w 1983 r. Przywrócono go ponownie na lata 1997–2005.

## Deputowani do brytyjskiej Izby Gmin z okręgu West Renfrewshire

### Deputowani w latach 1885-1983
- 1885–1892: Archibald Campbell, Partia Konserwatywna
- 1892–1906: Charles Renshaw, Partia Konserwatywna
- 1906–1910: Thomas Glen-Coats, Partia Liberalna
- 1910–1922: James Greig, Partia Liberalna
- 1922–1924: Robert Murray
- 1924–1929: Archibald Shaw, Partia Konserwatywna
- 1929–1931: Robert Forgan, Partia Pracy
- 1931–1945: Henry Scrymgeour-Wedderburn, Partia Konserwatywna
- 1945–1950: Thomas Scollan
- 1950–1964: John Maclay, Partia Konserwatywna
- 1964–1983: Norman Buchan, Partia Pracy

### Deputowani w latach 1997-2005
- 1997–2001: Tommy Graham, Partia Pracy
- 2001–2005: James Sheridan, Partia Pracy